# Starčkovec jestřábníkolistý
Starčkovec jestřábníkolistý (Erechtites hieraciifolius) je vytrvalá, až metr vysoká bylina kvetoucí koncem léta žlutými květy, sestavenými do nevelkých úborů. Je jediný druh rodu starčkovec rostoucí v české přírodě. Je nepůvodním druhem považovaným za naturalizovaný neofyt, který byl na území dnešní České republiky poprvé pozorován v závěru 19. století.
Po nalezení v Evropě byl zprvu pro svůj vzhled považován za nový, do té doby neznámý druh rodu starček a dostal vědecké jméno Senecio vukotinovici. Teprve později bylo objasněno, že se nejedná o nový druh, ale o rostlinu zavlečenou z Ameriky a tehdy v Evropě ještě neznámou.

## Rozšíření
Rostlina pochází z amerického kontinentu, kde se vyskytuje hlavně v mírném a částečně i subtropickém podnebném pásmu. Na severu roste od jihu Kanady přes Spojené státy a Mexiko do Střední Ameriky a Karibiku. Dále se její areál rozprostírá v Jižní Americe od Venezuely přes Brazílii po sever Argentiny. Druhotně byla, pravděpodobně neúmyslně, rozšířena do Evropy, hlavně střední a východní a dále do východní Asie, Číny a na Korejský poloostrov. Postupně se dostávala na indický subkontinent, do některých oblastí jihovýchodní Asie a také na Havajské ostrovy. V Evropě byla prvně zjištěná v roce 1876 v okolí Záhřebu v Chorvatsku.
V České republice je tato bylina známa od roku 1895, kdy byla zjištěna na severozápadní Moravě u Bludova a na střední Moravě u Přerova. Vyskytuje se v nížinách, pahorkatinách i v podhůří zejména na lesních pasekách. V posledních létech je pozorováno její nápadné šíření převážně západním směrem, což je způsobováno především lesní technikou při manipulaci s pokáceným dřevem a jeho následným transportem z lesů do míst zpracování. Podle databáze NDOP byl v roce 2024 vzácnější již jen v západních Čechách.

## Ekologie
Terofyt objevující se hlavně v lesnaté krajině, převážně ve světlých lesích, v lesních lemech a pasekách, na stráních porostlých keři, překladištích dřevěné kulatiny, pilách, nádražích, náspech okolo komunikací na i dalších ruderálních plochách. Rostlina nejsnáze vyrůstá na místech s narušeným povrchem, kde její semenáče nemají konkurenci jiných rostlin, je mnohdy pionýrskou rostlinou. Na kvalitě půdy, dostatku vláhy a její výživnosti není příliš závislá, tyto důležité faktory růstu se však odráží v celkové výšce rostliny a počtu květů. V domovině se vyskytuje do nadmořské výšky okolo 800 m, ve východní Asií až 1400 m. Kvete v červenci až září, ploidie druhu je 2n = 40.

## Popis
Jednoletá rostlina s lodyhou vysokou půl až jeden metr, vyrůstající ze světlého vřetenovitého kořene. Lodyha je přímá, dutá, lehce lámavá, hustě olistěná a někdy chlupatá, jednoduchá, jen v horní části se dělí do několika krátkých větví. Listy vyrůstají střídavě, jsou jednoduché, celokrajné, často zvlněné, tenké a poměrně křehké. Listy u spodu lodyhy mají křídlatý řapík, čepel podlouhle vejčitou, do řapíku zúženou a v době kvetení jsou již odumřelé. Listy ve středu lodyhy mají čepel podlouhlou až podlouhle obkopinatou, srdčitou bázi přisedlou a asi 15 cm dlouhou a 3,5 cm širokou. Horní lodyžní listy jsou čárkovitě kopinaté až čárkovité, kratší a střelovitou bázi lodyhu objímají. Hořejší listeny jsou úzce čárkovité a dlouhé 1 až 5 cm. Všechny listy jsou svěže zelené, po obvodě mělce až hrubě nepravidelně zubaté a na rubové straně na vyniklé žilnatině obvykle pýřitě chlupaté. Rostlina nemá palisty.
Na vrcholu lodyhy vyrůstá v bohatých chocholičnatých latách až 20 válcovitých úborů s oboupohlavnými květy. Úbory jsou až 15 mm dlouhé a mívají průměr okolo 6 mm. Všechny květy, bývá jich v úboru 10 až 50, mají redukovaný kalich a pěticípou, světle žlutou, do trubky srostlou korunou. Zákrov s plochým lůžkem je válcovitý, tvořený jedinou řadou čárkovitých zákrovních listenů. Jsou hnědočerveně naběhlé, asi 13 mm dlouhé a mají úzký blanitý lem. Květy mohou být opylené hmyzem přilétajícím pro nektar nebo autogamicky.
Plody jsou v obrysu hnědé, tenké, asi 3 mm dlouhé nažky s 10 podélnými žebry. Jejich rozptylování napomáhá 14 mm dlouhý, bílý a lesklý chmýr unášený větrem nebo zapletený do srsti zvířat.
Starčkovec jestřábníkolistý obsahuje pyrrolizidinové alkaloidy, např. hieracifolin, které po požití poškozují zažívací orgány a hlavně játra. Pro svou hořkost a zápach nebývá bylina býložravci spásána.

## Význam
Tato planě rostoucí rostlina je v české přírodě v současnosti bez ekonomického významu. AOPK ČR ho zařadila do seznamu invazních druhů, které se mapují v rámci projektu Mapování a monitoring invazních druhů.

## Galerie

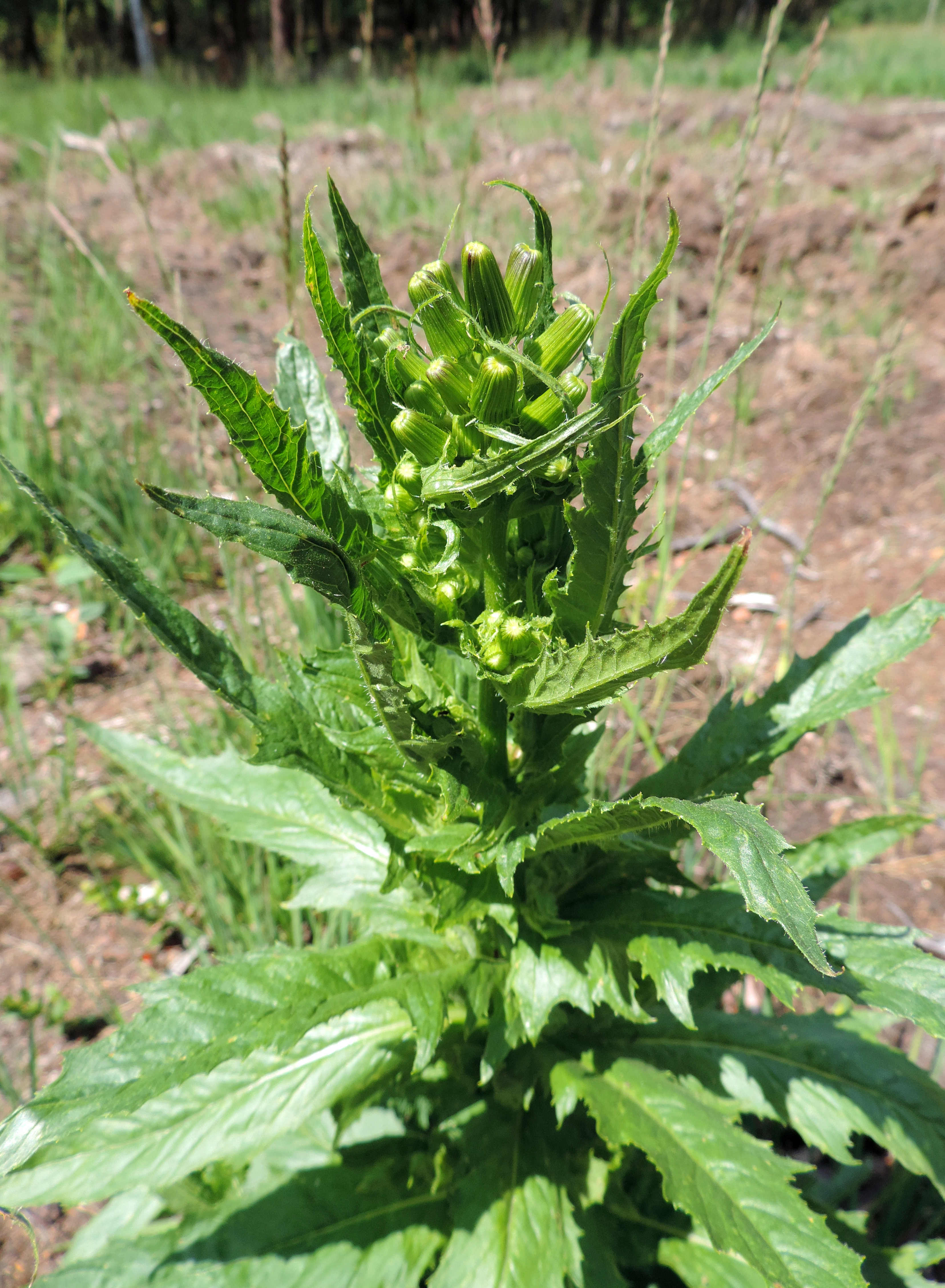
Rostlina před květem
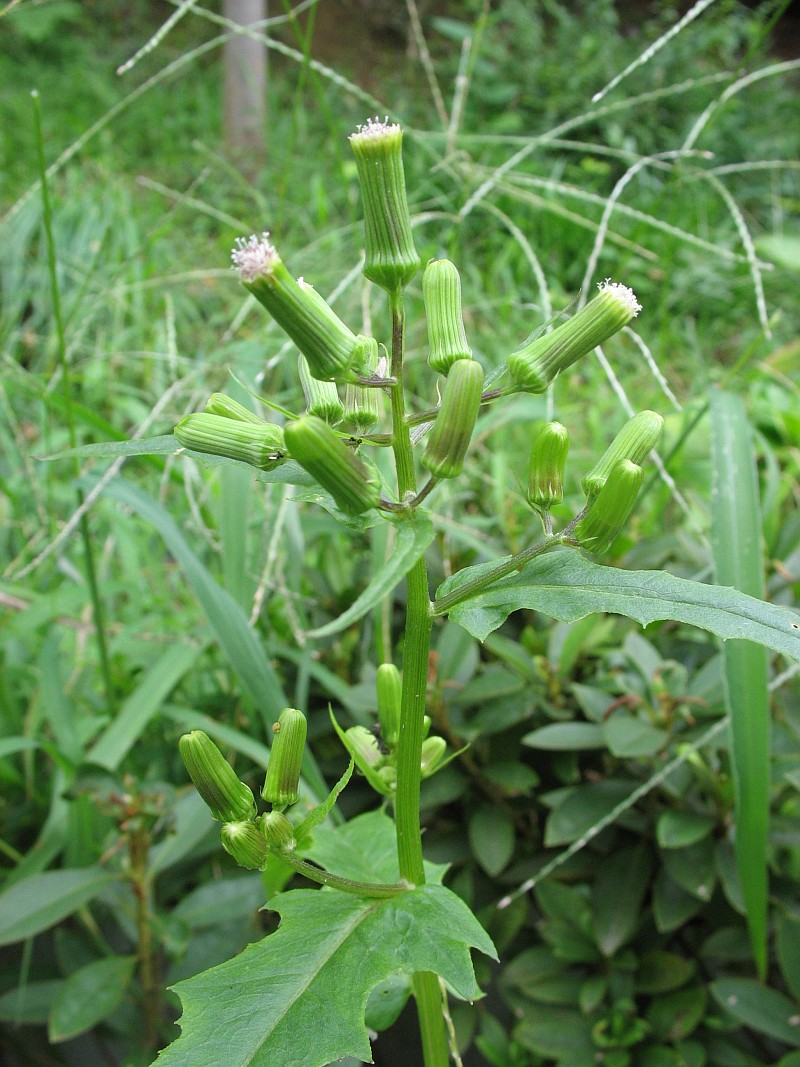
Nerozvité úbory
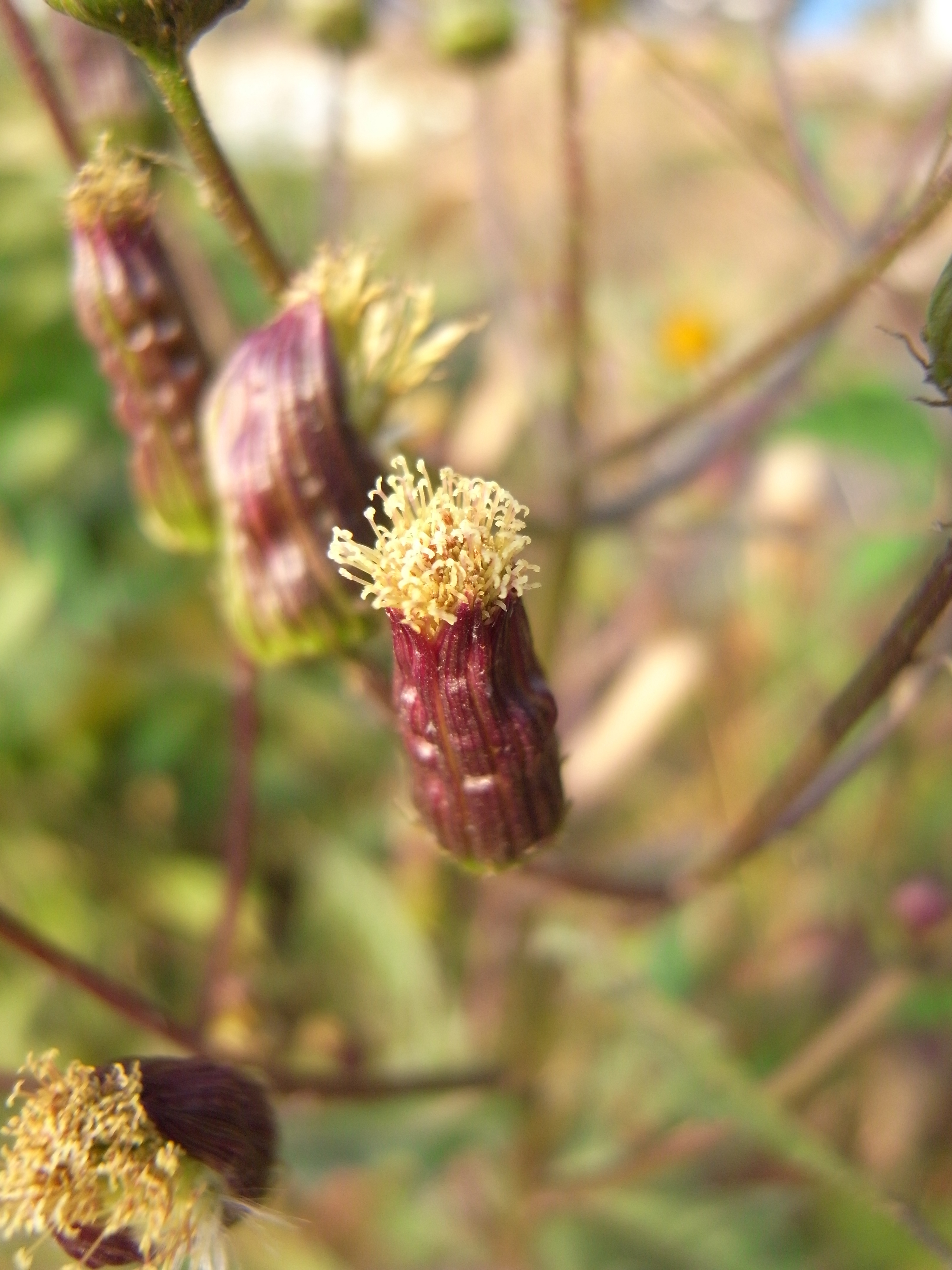
Úbory s květy
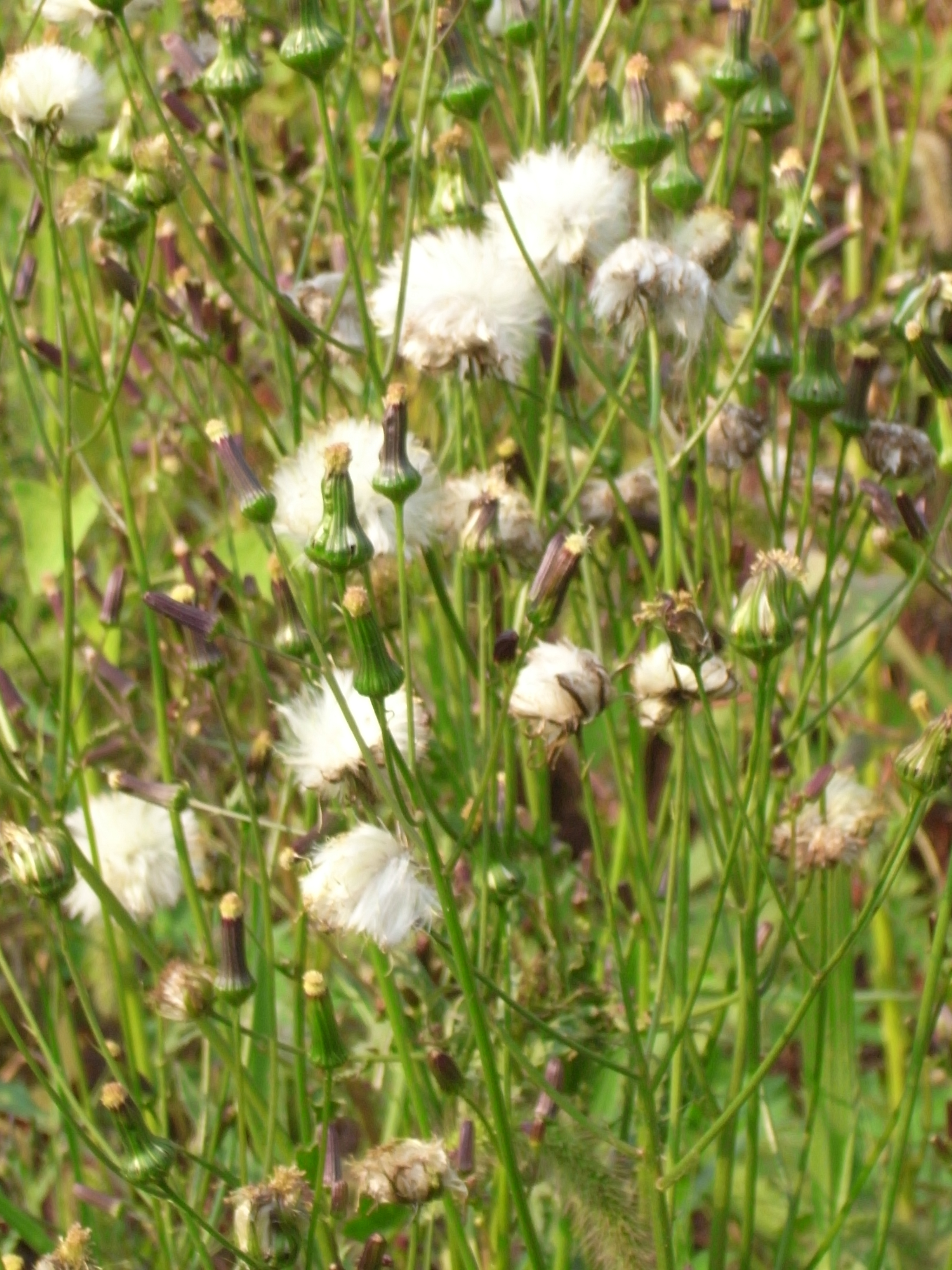
Odkvétající rostlina